# Andorra en los Juegos Paralímpicos de Salt Lake City 2002
Andorra estuvo representada en los Juegos Paralímpicos de Salt Lake City 2002 por dos deportistas masculinos. El equipo paralímpico andorrano no obtuvo ninguna medalla en estos Juegos.